# Janine Niépce
Pour les articles homonymes, voir Niépce (homonymie).
Jeannine Niépce, dite Janine Niépce, née le 12 février 1921 à Meudon et morte le 5 août 2007 à Paris 14e, est une photographe et photo-journaliste française.

## Biographie
Parente éloignée de Nicéphore Niépce, l’inventeur de la photographie, Janine Niépce descend d'une famille de vignerons bourguignons, active à Rully depuis 1585, dont un des membres s'installe à Meudon et devient industriel dans l'aréonautique ; elle naît en 1921 à Meudon, fille d'un industriel,.
Elle effectue des études universitaires durant l'occupation de la France par l'Allemagne pendant la Seconde Guerre mondiale. En parallèle, elle apprend aussi les techniques photos, via des cours par correspondance, passant pour les appareils d'un petit Kodak à un Rolleiflex, puis à un Leica. En 1944, elle obtient une licence d’histoire de l’art et d’archéologie à la Sorbonne,. À la même époque, elle développe des films pour la Résistance et participe à la Libération de Paris comme agent de liaison. Mais elle n'a pas le temps et n'est pas autorisée à faire des photos. Par contre, en mission en Bretagne lors de la résorption de la poche de Saint-Nazaire, elle photographie la jonction des FFI et des forces alliés. C'est dans ce contexte qu'elle rencontre Claude Jaeger, un des responsables de la résistance, alias le «colonel Michelin», chef FFI de la Région Bretagne. Elle l'épouse en 1946 (passionné par le cinéma, il devient un des directeurs du Centre national du cinéma, puis un producteur de cinéma important dans les années 1950),.
Elle divorce de Claude Jaeger après quelques années puis se remarie avec Serge Roullet.
Elle est l’une des premières Françaises à exercer le métier de journaliste reporter-photographe. En 1946, elle parcourt la France et ainsi pendant plusieurs années, elle témoigne de ce qui disparaît et de ce qui évolue dans la société (les moyens de transports, la première télévision en 1963, …) avec leurs différences à la campagne, en province, à Paris. Elle intègre en 1955 l'agence Rapho,. En 1957, la Société française de photographie lui consacre une première exposition personnelle, à Paris. En 1960, des extraits de son travail sont intégrés à une exposition collective au Louvre, intitulée Six photographes et Paris, avec Robert Doisneau, Willy Ronis, Roger Pic, Jean Lattès et Daniel Frasnay, la génération des photographes humanistes,. Puis, à partir de 1963, elle part en reportage en Europe et dans le monde : Japon, Cambodge, Inde, États-Unis, Canada,.
Vêtue en touriste étrangère, elle couvre les événements de mai 68. Entre 1970 et 1980, ce sont les luttes des femmes pour la liberté de la contraception, l’IVG et l’égalité des salaires qui l’interpellent. Elle photographie aussi les femmes au travail. Elle indique dans un entretien : « je photographie les femmes dans leur trajectoire complète, de l'enfance à la vieillesse et dans tous les milieux. Lorsque les hommes photographient les femmes, ce qui les fascine ce sont leur corps, leur beauté, et, depuis quelque temps, même leur laideur, c'est la mode; en somme, toujours des femmes-objets. ». De 1984 à 1986, elle fait des reportages sur les chercheurs et les techniciens pour le Ministère de la Recherche.
Membre de l'association Gens d’images, Janine Niépce a longtemps présidé le jury du Prix Niépce Gens d'images.
Après l'agence Rapho, ses photographies sont diffusées par l'agence Roger-Viollet. Marguerite Duras a dit à propos de ses photographies : « Ce sont des photographies particulières. Elles portent sur le sens profond de la civilisation. Moi, je les vois venir du monde entier, elles restent universelles, d’une beauté et d’une vérité inépuisables. »
Elle est la mère de l'alpiniste et médecin français Nicolas Jaeger, disparu dans l'Himalaya en avril 1980.
Janine Niépce meurt en 2007 à Paris à l’âge de 86 ans,,.

## Distinctions
- Chevalière de l'ordre des Arts et des Lettres en 1981.
- Chevalière de la Légion d'honneur en 1985.

## Publications
Janine Niepce a publié vingt ouvrages de photographies, dont notamment :
- Le Livre de Paris, textes de Georges Charensol, Paris, Éditions Arts et Métiers Graphiques, 1957 (Extrait en ligne).
- Réalité de l'instant, préface de Claude Roy, Lausanne, La Guilde du Livre, 1967.
- Ce monde qui change, préface de François Nourissier, Lausanne, La Guilde du Livre, 1970[12].
- France, avec Marguerite Duras, Arles, Actes Sud, 1992.
- Les années femmes, Paris, La Martinière, 1993.
- Mes années campagne, Paris, La Martinière, 1994.
- Images d’une vie, Paris, La Martinière, 1995.
- Les Vendanges, Paris, Hoëbeke, 2000.
- Françaises, Français, le goût de vivre, Arles, Actes Sud, 2005.

## Expositions
Liste non exhaustive
- 1970 : Exposition à Osaka (Japon)[13]
- 1979 : « Janine Niepce », Musée Nicéphore-Niépce, Chalon-sur-Saône[14]
- 1er - 31 janvier 1980 : Janine Niépce, Galerie municipale du Château d'eau, Toulouse.
- 31 août - 17 septembre 2000 : Images d'une vie, Couvent des Minimes, Perpignan, dans le cadre du festival Visa pour l'image[2].
- 2003 : Exposition vente de tirages signés, Paris, Galerie Debelleyme.
- 2004 : Exposition vente pendant le Mois de la Photo, Paris, galerie Artcurial.
- 2006 : « Douce France », Auxerre, musée Saint-Germain.
- 2006 : Exposition vente, Paris, galerie Artcurial.
- 2006 : « Les Humanistes, 1944-1968 », Paris, Bibliothèque nationale de France.
- 2009 : « Objectifs femmes », Antony, Maison des arts.
- 2018 : « La beauté est dans la rue », galerie Polka (Paris)[15].